# Ophion crassicornis
Ophion crassicornis är en stekelart som beskrevs av Brock 1982. Ophion crassicornis ingår i släktet Ophion och familjen brokparasitsteklar. Inga underarter finns listade i Catalogue of Life.